# Dendromus lovati
Dendromus lovati är en däggdjursart som beskrevs av De Winton 1900. Dendromus lovati ingår i släktet Dendromus och familjen Nesomyidae. IUCN kategoriserar arten globalt som livskraftig. Inga underarter finns listade i Catalogue of Life.
Arten når en kroppslängd (huvud och bål) av 57 till 95 mm, har en ungefär lika lång svans och väger 11 till 23 g. Bakfötterna är cirka 17 mm långa och öronen är ungefär 16 mm stora. Dendromus lovati är den enda arten i släktet egentliga trädmöss med tre längsgående mörka strimmor på ryggen.
Denna gnagare förekommer med flera från varandra skilda populationer i Etiopien. Arten vistas i Etiopiens högland mellan 2500 och 3550 meter över havet. Dendromus lovati har sämre förmåga att klättra än de andra arterna i samma släkte. Den lever därför i gräsmarker och uppsöker odlade områden. Individerna är troligen aktiva på natten.
Individerna lever utanför parningstiden antagligen ensam. De gömmer sig på dagen i bergssprickor eller i grästuvor. Troligtvis föds ungarna under den torra perioden.